# Головнівка
Голо́внівка —  село в Україні, у Нововодолазькій селищній громаді Харківського району. Населення становить 7 осіб. Колишній (до 2017) орган місцевого самоврядування — Сосонівська сільська рада. 

## Географія
Село Головнівка знаходиться на відстані 1 км від річки Вільхуватка (правий берег). Примикає до сіл Сосонівка та Низівка. Поруч проходить залізниця, найближча станція Караван за 3 км.

## Історія
12 червня 2020 року, розпорядженням Кабінету Міністрів України № 725-р «Про визначення адміністративних центрів та затвердження територій територіальних громад Харківської області», увійшло до складу Нововодолазької селищної громади.
19 липня 2020 року, в результаті адміністративно-територіальної реформи та ліквідації Нововодолазького району, село увійшло до складу новоутвореного Харківського району.